# کاتالین واد
کاتالین واد (انگلیسی: Katalin Vad؛ زاده ۱۶ ژانویهٔ ۱۹۸۰) که بیشتر با نام پورنوگرافی خود، میشل وایلد (واد در زبان مجارستانی هم‌معنی با وایلد در انگلیسی و به معنای وحشی است)، شناخته می‌شود؛ هنرپیشه و بازیگر پیشین فیلم‌های اروتیک اهل مجارستان است.